# Amélie Hois
Amélie Hois (* 26. November 1996 in Wien, Österreich) ist eine österreichische Sängerin (Sopran) und Schauspielerin.

## Werdegang
Amélie Hois sammelte bereits als Kind erste Erfahrungen mit klassischer Musik und sang im Kinderchor der Wiener Staatsoper. Bereits mit 10 Jahren übernahm sie am Wiener Volkstheater im Musical Cabaret unter der Leitung von Michael Schottenberg eine Solo-Rolle.
Im Jahr 2014 debütierte Hois beim Miami Summer Music Festival in den USA mit der Rolle der Gretel in Humperdincks Hänsel und Gretel. 2016 übersiedelte sie nach Italien und nahm ein Studium am Conservatorio di Giuseppe Verdi in Mailand auf, wo sie die Rolle der Zerlina in Mozarts Don Giovanni und der Susanna in Le nozze di Figaro im Teatro dal Verme di Milano darstellte. Im März 2019 und Januar 2020 gab sie ihr Debüt als Nannetta in Verdis Falstaff und als Sophie in Massenets Werther in den Nationaltheatern von Kosice und Bratislava. Im Jahr 2019 trat sie als Pamina in Mozarts Die Zauberflöte im Theater MuTh mit den Wiener Sängerknaben und als Zerlina in Don Giovanni bei den Open-Air-Festspielen Passion Artists auf.
Am Salzburger Mozarteum studierte Hois Sologesang bei der dramatischen Sopranistin Michèle Crider sowie Schauspiel. Ihre beiden Studien schloss sie im Juni 2019 mit summa cum laude ab. Daneben studierte sie auch Kontrabass Konzertfach an der Universität für Musik und darstellende Kunst in Wien sowie Musicalgesang und Tanz bei Ramesh Nair und Lorna Dawson im Performing Center Austria. Im Jahr 2015 erhielt sie ihr offizielles Diplom als Musicalsängerin und -tänzerin. Außerdem studierte sie Altertumswissenschaften an der Universität Salzburg (Bachelor) sowie Klassische Archäologie mit Schwerpunkt römische Musikarchäologie an der Universität Wien (Master).
Zu ihren größten Erfolgen im Jahr 2021 gehörte die Pamina in Die Zauberflöte beim Open-Air-Festival Mozart at Angkor in Kambodscha. Im Jahr 2022 war sie außerdem als Anna in Verdis Nabucco beim Open-Air-Festival Oper im Steinbruch und als Bastienne in Mozarts Oper Bastien und Bastienne im Rahmen des Herbstgold-Festivals in Eisenstadt unter der Leitung des Geigers Julian Rachlin zu hören.
Von Dezember 2022 bis März 2024 war Hois Ensemblemitglied des Teatro Regio di Torino in Italien, wo sie in verschiedenen Produktionen zu hören war: als Marie in Donizettis La fille du régiment, als Bastiana in Mozarts Bastiano e Bastiana, als Papagena in Die Zauberflöte, als La Cameriera/The Maid in Thomas Adès moderner Oper Powder her Face, als Rosita in Un Mari à la Porte von J. Offenbach, als Yvette in Puccinis La Rondine, in der Titelrolle des Kleinen Prinzen in Pierangelo Valtinonis neuer Oper Il piccolo Principe und als Norina in Donizettis Don Pasquale. Im Februar 2024 trat Hois mit der Fondazione Arena di Verona als Yvette in Puccinis La Rondine im Teatro Filarmonico in Verona auf.
Gemeinsam mit dem italienischen Tenor Oreste Cosimo, mit dem Hois seit August 2023 verheiratet ist, gründete sie das Duo AmOre (zusammengesetzt aus den Vornamen Amélie und Oreste). Die erste CD Italy meets Austria wurde im September 2023 in Wien in Kollaboration mit Radio Klassik Stephansdom und Club Klassik (Vienna Music Society) präsentiert.

## Preise und Auszeichnungen
- Finalistin des Concorso Aslico in Como (2017)
- Gewinnerin des Internationalen Nico-Dostal-Gesangwettbewerbs (2018)[19]
- Finalistin des Wettbewerbs ZukunftsStimmen mit Elīna Garanča und Karel Mark Chichon (2021)

## Pressestimmen
„Schwungvoller Auftakt mit Mozarts ‚Bastien & Bastienne‘. Amélie Hois demonstriert in den Sprechpassagen hohe Schauspielkunst. So muss das im Burgtheater gewesen sein. Hois singt die Bastienne mit einem Sopran, der so durchsetzungsfähig ist wie ihr Charakter.“
„Besonders herausheben wollen wir auch die überzeugende und agile Stimme der Sopranistin Amélie Hois.“
„Amélie Hois, eine brillante hohe Sopranistin, hier in der Rolle mehrerer Charaktere (das Dienstmädchen, die Freundin, die Geliebte des Herzogs, die Wichtigtuerin und die Journalistin), zeigt eine Stimme von herausragendem Interesse, die hell, sauber und homogen erklingt. Ihre stimmliche Brillanz ergänzt die szenische Darstellung, bei der der Wechsel der Tempi und Rollen die Dichtheit der Bühne nicht zu beeinträchtigen scheint, und verleiht jeder verkleideten Figur Substanz.“
„Großer Beifall für die frische und helle Stimme der Sopranistin Amélie Hois, die in der Titelrolle des kleinen Prinzen brilliert.“